# Nihon Genshiryoku Hatsuden
Nihon Genshiryoku Hatsuden K.K. (jap. 日本原子力発電株式会社, kurz Genden (原電); engl. Eigenübersetzung The Japan Atomic Power Company, kurz: JAPC) ist ein japanisches Nuklearstromerzeugungsunternehmen, das sich zu über 80 Prozent im Besitz sechs regionaler Stromversorger befindet. Es besitzt und betreibt die Kernkraftwerke Tōkai Nr. 2 (Tōkai Daini) in Tōkai in der ostjapanischen Präfektur Ibaraki und Tsuruga in Tsuruga in der westjapanischen Präfektur Fukui, früher auch das 1998 stillgelegte Kernkraftwerk Tōkai.

## Geschichte
Das Unternehmen wurde 1957 gegründet, im gleichen Jahr wurde das Dorf Tōkai als Kandidat für den Standort des ersten kommerziellen Kernkraftwerks ausgewählt. Der Bau des Kernkraftwerks Tōkai wurde 1959 beantragt und 1960 begonnen. 1966 nahm es den kommerziellen Betrieb auf. Parallel begannen die Planungen für das Kernkraftwerk Tsuruga, der Bau begann 1966, die Inbetriebnahme des ersten Blocks erfolgte 1970; der zweite Block, ein Druckwasserreaktor, nahm seinen Betrieb 1987 auf. Das Kernkraftwerk Tōkai Nr. 2 wurde 1978 in Betrieb genommen. 2004 begannen Bauarbeiten für zwei weitere Blöcke im Kernkraftwerk Tsuruga.

## Unternehmensgruppe
Genden hat drei Tochterunternehmen: die 1973 gegründete Genden Jigyō K.K: (原電事業, engl. Nuclear Services Co., NSC), die unter anderem für den Betrieb, Wartung und die Einhaltung von Sicherheitsvorschriften zuständig ist, die 1985 gegründete Genden Business Service K.K. (原電ビジネスサービス, engl. Genden Business Service Co.), die Public Relations im Umfeld der Kernkraftwerke betreibt und unter anderem Ausrüstung für den Kernkraftwerksbetrieb beschafft, und die 1996 gegründete Genden Jōhō System K.K. (原電情報システム, engl. Genden Information System Co.) für Beschaffung, Operation und Wartung von Computersystemen.
Verbunden sind außerdem zwei 1997 gegründete Kulturstiftungen in Fukui und Ibaraki und gemeinsam mit Tōkyō Denryoku (engl. Tepco) betriebene Recycle Nenryō Chozō K.K. (リサイクル燃料貯蔵, engl. Recyclable-Fuel Storage Co.), die die Lagerung und Entsorgung verbrauchter Kernbrennstoffe beider Unternehmen übernimmt.

## Aktionäre
Größte Aktionäre sind Tōkyō Denryoku mit über einem Viertel der Anteile, Chūbu Denryoku und Kansai Denryoku mit je über 15 Prozent und Hokuriku Denryoku mit rund 13 Prozent. Zusammen halten die neun regionalen Stromversorger der Hauptinseln ohne Okinawa 85 Prozent der Aktien, weitere fünf Prozent hält Dengen Kaihatsu (engl. Electric Power Development), die verbleibenden knapp zehn Prozent der Anteile sind im Besitz von über 140 weiteren Unternehmen.